# Альфонс Сампстед
Альфонс Сампстед (ісл. Alfons Sampsted, нар. 6 квітня 1998, Коупавогюр, Ісландія) — ісландський футболіст, фланговий захисник нідерландського клубу «Твенте» та національної збірної Ісландії. На умовах оренди грає за англійський клуб «Бірмінгем Сіті».

## Клубна кар'єра
Альфонс Сампстед народився у місті Коупавогюр. Грати у футбол починав у місцевому клубі «Брейдаблік». Після закінчення футбольної школи у 2015 році Альфонс приєднався до першої команди клуба. Але деякий час він провів в оренді у клубі Другого дивізіону — «Тор» з міста Акюрейрі.
У 2017 році Сампстед перейшов до складу шведського клубу «Норрчепінг». Але закріпитися в основі захисник не зумів, провівши за весь час лише дві гри у складі «Норрчепінга». Весь інший час футболіст грав в оренді у клубах нижчих дивізіонів. Серед яких були «Сильвія» та «Ландскруна». А залишок сезону 2019 року Сампстед провів також в оренді у своєму рідному клубі «Брейдаблік».
У лютому 2020 року Сампстед приєднався до норвезького клубу «Буде-Глімт» і став одним з ключових гравців на фланзі захисту у чемпіонському сезоні «Буде-Глімта».
27 грудня 2022 року підписав контракт з клубом Ередивізі «Твенте».

## Міжнародна кар'єра
З 2014 року Альфонс Сампстед був постійним гравцем юнацьких та молодіжної збірних Ісландії.
16 січня 2020 року у товариському матчі проти команди Канади Сампстед дебютував у складі національної збірної Ісландії.

## Статистика виступів

### Статистика виступів за збірну
Станом на 19 листопада 2024 року
| Дата       | Місто      | Господарі         | Результат               | Гості                | Турнір                               | Голи | Примітки |
| ---------- | ---------- | ----------------- | ----------------------- | -------------------- | ------------------------------------ | ---- | -------- |
| 16-1-2020  | Ірвайн     | Канада            | 0 – 1                   | Ісландія             | товариський матч                     | -    | 89'      |
| 19-1-2020  | Карсон     | Сальвадор         | 0 – 1                   | Ісландія             | товариський матч                     | -    | 46'      |
| 25-3-2021  | Дуйсбург   | Німеччина         | 3 – 0                   | Ісландія             | Відбір до ЧС 2022                    | -    |          |
| 4-6-2021   | Торсгавн   | Фарерські острови | 0 – 1                   | Ісландія             | товариський матч                     | -    |          |
| 8-6-2021   | Познань    | Польща            | 2 – 2                   | Ісландія             | товариський матч                     | -    |          |
| 11-10-2021 | Рейк'явік  | Ісландія          | 4 – 0                   | Ліхтенштейн          | Відбір до ЧС 2022                    | -    |          |
| 11-11-2021 | Бухарест   | Румунія           | 0 – 0                   | Ісландія             | Відбір до ЧС 2022                    | -    |          |
| 15-1-2022  | Аксу       | Ісландія          | 1 – 5                   | Південна Корея       | товариський матч                     | -    | 46'      |
| 26-3-2022  | Мурсія     | Фінляндія         | 1 – 1                   | Ісландія             | товариський матч                     | -    |          |
| 29-3-2022  | Ла-Корунья | Іспанія           | 5 – 0                   | Ісландія             | товариський матч                     | -    |          |
| 2-6-2022   | Хайфа      | Ізраїль           | 2 – 2                   | Ісландія             | Ліга націй УЄФА 2022-2023 - 1-й етап | -    |          |
| 6-6-2022   | Рейк'явік  | Ісландія          | 1 – 1                   | Албанія              | Ліга націй УЄФА 2022-2023 - 1-й етап | -    |          |
| 13-6-2022  | Рейк'явік  | Ісландія          | 2 – 2                   | Ізраїль              | Ліга націй УЄФА 2022-2023 - 1-й етап | -    |          |
| 19-11-2022 | Рига       | Латвія            | 1 – 1 д.ч. (7 — 8 п.п.) | Ісландія             | Балтійський кубок 2022 - фінал       | -    |          |
| 26-3-2023  | Вадуц      | Ліхтенштейн       | 0 – 7                   | Ісландія             | Відбір до ЧЄ 2024                    | -    | 65'      |
| 17-6-2023  | Рейк'явік  | Ісландія          | 1 – 2                   | Словаччина           | Відбір до ЧЄ 2024                    | -    | 81'      |
| 20-6-2023  | Рейк'явік  | Ісландія          | 0 – 1                   | Португалія           | Відбір до ЧЄ 2024                    | -    | 79'      |
| 11-9-2023  | Рейк'явік  | Ісландія          | 1 – 0                   | Боснія і Герцеговина | Відбір до ЧЄ 2024                    | -    |          |
| 13-10-2023 | Рейк'явік  | Ісландія          | 1 – 1                   | Люксембург           | Відбір до ЧЄ 2024                    | -    |          |
| 16-10-2023 | Рейк'явік  | Ісландія          | 4 – 0                   | Ліхтенштейн          | Відбір до ЧЄ 2024                    | -    |          |
| 16-11-2023 | Братислава | Словаччина        | 4 – 2                   | Ісландія             | Відбір до ЧЄ 2024                    | -    |          |
| 6-9-2024   | Рейк'явік  | Ісландія          | 2 – 0                   | Чорногорія           | Ліга націй УЄФА 2024-2025 - 1-й етап | -    |          |
| 19-11-2024 | Кардіфф    | Уельс             | 4 – 1                   | Ісландія             | Ліга націй УЄФА 2024-2025 - 1-й етап | -    | 30' 74'  |
| Усього     |            | Матчів            | 23                      |                      | Голів                                | 0    |          |

## Титули і досягнення
Буде-Глімт
 Чемпіон Норвегії: 2020, 2021